# Albrecht von Heyden-Linden
Albrecht von Heyden-Linden (* 25. Oktober 1872 in Stettin; † 24. Mai 1946 in Tützpatz) war Rittergutsbesitzer und Mitglied des Provinziallandtags der Provinz Pommern.

## Leben
Albrecht von Heyden-Linden war der älteste Sohn von Wilhelm von Heyden-Linden (1842–1877) und dessen Frau Agathe von Trotha (1848–1917). Nach dem frühen Tod des Vaters erbte er das Fideikommiss Tützpatz mit den Vorwerken Idashof und Philippshof, das sein Onkel Friedrich von Heyden-Linden bis zu seiner Volljährigkeit verwaltete. Er besuchte seit 1888 mit seinem jüngeren Bruder Otto Thomson Wilhelm (1874–1900) die Ritterakademie in Dom Brandenburg und nahm ein Studium an der Universität Bonn auf, das er 1895 in Greifswald als Referendar beendete. Während seines Studiums wurde er 1891 Mitglied des Corps Borussia Bonn. Seinen Militärdienst leistete er beim Garde-Kürassier-Regiment, sein letzter Dienstgrad war Rittmeister.
Danach widmete er sich der Bewirtschaftung seiner Güter. 1908 ließ er das abgebrannte Gutshaus Tützpatz neu aufbauen. Er war bis 1945 Vorsitzender des Landwirtschaftlichen Ein- und Verkaufsvereins in Altentreptow. Nachdem die Fideikommisse 1919 per Gesetz aufgehoben worden waren, übereignete er Ende der 1920er Jahre das Gut Philippshof seinem Cousin Rüdiger von Heyden-Linden.
Albrecht von Heyden-Linden war Mitglied der Konservativen Partei und nach 1918 der Deutschnationalen Volkspartei. Von 1921 bis 1933 gehörte er dem Provinziallandtag der Provinz Pommern an.
Während des Ersten Weltkriegs war er Ordonnanzoffizier beim Oberkommando der 4. Armee. Er wurde mit dem Eisernen Kreuz 2. Klasse ausgezeichnet.
Albrecht von Heyden-Linden war Erblandmundschenk von Altvorpommern und seit 1914 Rechtsritter des Johanniterordens. 1939 umfasste sein Gut Tützpatz 1067 ha, davon 178 ha Wald.
Albrecht von Heyden-Linden war seit 1898 mit Hertha von Ploetz (1876–1949) verheiratet. Die beiden hatten zwei Töchter. Nach dem Ende des Zweiten Weltkriegs blieb er mit seiner Frau in Tützpatz. Bei der Bodenreform wurde er enteignet, musste aber das Gut wegen der Fürsprache der Landarbeiter nicht verlassen. Er starb 1946 und wurde in Tützpatz begraben.